# Manfred Lütz
Manfred Lütz (Bonn, 18 marzo 1954) è uno psicanalista e teologo tedesco, autore di diversi bestseller. È il primario del rinomato ospedale Alexianer a Colonia.

## Biografia
Manfred Lütz studia medicina e teologia cattolica all'università di Bonn. Nel 1979 ottiene l'abilitazione alla professione di medico, nel 1982 la laurea in teologia. Si specializza prima come neurologo, poi anche come psichiatra e psicanalista. Dal 1997 dirige il rinomato ospedale Alexianer a Colonia. È inoltre membro del Pontificio Consiglio per i Laici, membro del direttorio della Pontificia Accademia per la Vita e consulente della Congregazione per il Clero. Sposato dal 1995, vive con moglie e due figlie a Bornheim presso Bonn.

## Attività letteraria
Manfred Lütz è autore di alcuni libri di notevole successo in Germania. In questi tratta argomenti di carattere religioso (specialmente la sua famosa Piccola Storia di Dio), ma soprattutto analizza fenomeni della società odierna dal punto di vista di un teologo-psicanalista. Nonostante le sue posizioni siano spesso lontane dal mainstream vigente, Lütz ha avuto una notevole presenza nei media tedeschi durante gli ultimi anni.

## Opere
- Orthostasesyndrom und Catecholamine tesi di dottorato all'università di Bonn, 1981.
- Der blockierte Riese. Psycho-Analyse der katholischen Kirche (con introduzione di Paul Watzlawick). Pattloch Verlag, Augsburg 1999 ISBN 3-629-00673-6 (edizione tascabile Knaur Verlag, München 2001, ISBN 3-426-77534-4).
- Lebenslust. Wider die Diät-Sadisten, den Gesundheitswahn und den Fitness-Kult. Pattloch, München 2002 ISBN 3-629-01639-1 (edizione tascabile: Knaur Verlag, München 2007, ISBN 978-3-426-77695-7)
- Das Leben kann so leicht sein. Lustvoll genießen statt zwanghaft gesund. Auer, Heidelberg 2007, ISBN 978-3-89670-605-8.
- Gott. Eine kleine Geschichte des Größten. Pattloch, München 2007, ISBN 978-3-629-02158-8 (edizione tascabile: Knaur Verlag, München 2009, ISBN 978-3-426-78164-7).
- Irre! Wir behandeln die Falschen – unser Problem sind die Normalen: eine heitere Seelenkunde. Gütersloher Verlagshaus, Gütersloh 2009, ISBN 978-3-579-06879-4.
- Lebenslust in unlustigen Zeiten. Pattloch, München 2010, ISBN 978-3-629-02260-8.
- Bluff! Die Fälschung der Welt. Droemer Knaur, München 2012, ISBN 978-3-426-27597-9